# Międzynarodowy Festiwal Chórów Studenckich w Bańskiej Bystrzycy
Międzynarodowy Festiwal Chórów Studenckich w Bańskiej Bystrzycy (słow. Akademická Banská Bystrica – Medzinárodný festival vysokoškolských speváckych zborov) – festiwal chórów, mający charakter konkursowy, odbywający się od 1985 co dwa lata. Jego pomysłodawcą był Milan Pazúrik.

## Cele
Celem festiwalu jest rozwijanie miłości do kultury narodowej, prezentacja sztuki wokalnej, muzyki i odkrywanie historii różnych narodów. Wspólne spotkania festiwalowe sprzyjają upowszechnianiu rodzimej twórczości, rywalizacji chórów akademickich i szkolnych, poszerzają horyzonty kulturowe i muzyczne oraz mają na celu zachęcać do tworzenia nowych utworów chóralnych.

## Organizatorzy
- Ministerstwo Edukacji, Nauki, Badań Naukowych i Sportu
- Uniwersytet Mateja Bela w Bańskiej Bystrzycy
- Katedra Kultury Muzycznej na Wydziale Pedagogicznym Uniwersytetu Mateja Bela  w Bańskiej Bystrzycy (słow. Katedra hudobnej kultúry Pedagogickej fakulty UMB v Banskej Bystrici)
- Miasto Bańska Bystrzyca

## Historia
Od 1985 festiwal odbywał się pod nazwą Akademicka Bańska Bystrzyca (słow. Akademická Banská Bystrica). Festiwal od 1993 ma charakter międzynarodowy i konkursowy w kategorii akademickie chóry żeńskie i mieszane, a od 1997 także w kategorii chórów kameralnych. Od 2011 roku jego uczestnikami mogą być (obok uniwersyteckich) chóry szkół średnich.
Podczas kolejnych edycji festiwalu zabrzmiało po raz pierwszy wiele kompozycji słowackich kompozytorów (Alfréda Zemanovského, Tadeáša Salvu, Zdenka Mikulu, Ivana Hrušovského, Andreja Očenáša, Juraja Hatríka, Jozefa Podprockého, Pavla Kršku, Lukáša Borzíka, Mirka Krajči, Juraja Jartima, Petra Špiláka) jak i zagranicznych.

## Edycje konkursu
- 1985: I edycja
- 1987: II edycja
- 1989: III edycja
- 1990: IV edycja
- 1992: V edycja
- 1994: VI edycja
- 1997: VII edycja
- 1999: VIII edycja
- 2003:  X edycja[2]
- 2005:  IX edycja, 2 – 5 czerwca
- 2007: XII edycja, 5 – 8 maja 2007[3]
- 2009: XIII edycja
- 2011: XIV edycja, 5 – 8 maja
- 2013: XV edycja, 9 – 12 maja
- 2015: XVI edycja, 7 – 10 maja[4][5]
- 2017: XVII edycja

## Jury
Występy chórów oceniane są przez międzynarodowe jury, któremu przewodniczy prof. Ondrej Lenárd
- prof. Czesław Freund (Polska)
- Tamás Lakner (Węgry)
- Marek Valasek (Czechy)
- Eva Zacharová (Słowacja)

## Uczestnicy
Zespoły rywalizują w czterech kategoriach:
- Kategoria A: Chóry akademickie: chór żeński, chóry mieszane, chóry kameralne
- Kategoria B: Chóry szkolne: chór żeński, chóry mieszane
- Kategoria C: Grupa wokalna
- Kategoria D: Muzyka sakralna

## Laureaci
- 2015[6]
  - I. Kategoria: chór kameralny
    - Złote pasmo: Chór Ostrava Uniwersytetu Technicznego w Ostrawie (Czechy)
    - Srebrne pasmo: Chór Uniwersytetu MLADOSŤ- Bańska Bystrzyca (Słowacja)

  - II. Kategoria: chór mieszany
    - Złote pasmo: Chór Uniwersytetu w Peczu, (Węgry)
    - Srebrne pasmo: Chór Uniwersytetu w Pardubicach (Czechy)

  - III. Kategoria: chór żeński
    - Złote pasmo: Żeński Chór Iuventus paedagogica Universitu w Preszowie, (Słowacja)

  - IV. Kategoria: muzyka sakralna
    - Złote pasmo: Chór Uniwersytetu w Pardubicach (Czechy)
    - Srebrne pasmo: Chór Akademicki Mladost Uniwersytetu Mateja Bela w Bańskiej Bystrzycy (Słowacja)
    - Brązowe pasmo: Chór Schola Cantorum Katolickiego Uniwersytetu w Rużomberku, (Słowacja)